# Паранойяльный синдром
Паранойя́льный синдро́м — наиболее лёгкая форма бредового синдрома, более лёгкая, чем параноидный синдром. Проявляется постепенным формированием первичного систематизированного монотематического (в отличие от параноидного, только одна идея) бреда толкования («интерпретативного»/«герменевтического») определённого содержания: бреда преследования, величия, изобретательства, ревности или ипохондрического с обстоятельностью мышления и стеничностью аффекта, но лишённого нелепости и развивающегося при неизменённом сознании. Помимо указанных бредовых идей реже встречается монотематический бред реформаторства, эротический, высокого происхождения, сутяжный (кверулянтский). Систематизированность бреда означает, что он имеет довольно стройную логичную систему доказательств и доводов. При паранойяльном синдроме нет участвующих в бредообразовании расстройств восприятия (галлюцинаций, иллюзий, явлений психического автоматизма). Паранойяльный бред может формироваться из сверхценной идеи.

## Классификация
В зависимости от течения различают:
1. Острый паранойяльный синдром возникает при заболеваниях в форме приступа. Характеризуется «озарением», внезапной мыслью, формирующей интерпретативный бред, систематизация которого происходит лишь в общих чертах без отработанной детализации. Сопровождается аффективными расстройствами (тревога, страх, экстаз), хорошо развитым лексическим умом.
2. Хронический паранойяльный синдром характеризуется последовательным развитием фабулы бреда, его расширением, систематизацией и нередко ярко выраженной «не социальной логикой». Развёрнутый синдром сочетается с повышенной активностью (открытой борьбой за свои идеи) и лёгкими аффективными расстройствами.

## Нозология
Встречается при паранойе (F22.01, группа «хронических бредовых расстройств» по МКБ-10), при параноидной шизофрении (на первом этапе её психотической стадии), острый паранойяльный синдром — при острых и транзиторных психотических расстройствах, органических психических заболеваниях головного мозга, функциональных психических заболеваниях (инволюционных психозах, алкогольных, реактивных).